# Fruchtschalenwickler
Der Fruchtschalenwickler (Adoxophyes orana) ist ein Schmetterling aus der Familie der Wickler (Tortricidae). Die Raupen werden umgangssprachlich auch als Obstmaden bezeichnet.

## Beschreibung
Die männlichen Falter erreichen eine Flügelspannweite von 17 bis 19 Millimeter, die weiblichen Falter haben eine Flügelspannweite von 19 bis 22 Millimeter. Kopf und Thorax sind beige gefärbt. Die Vorderflügel bräunlichgelb oder bräunlich bis gelbgrau. Die Hinterflügel sind grau oder graubraun.

## Flugzeit
Die Art bildet im Jahr zwei Generationen von Juni bis August und im September. Die Sommerraupen können ab Ende Juni beobachtet werden.

## Lebensraum
Die oligophagen Raupen können sich an den Blättern von verschiedensten Obstsorten entwickeln. Dazu zählen u. a. Apfelbäume, Birnbäume, Kirschbäume, Pflaumenbäume, Aprikosenbäume und auch Johannisbeersträucher.

## Lebensweise
Die Eier werden vom Weibchen in Gelegen von 20 bis 100 Stück auf der Oberseite von Apfelblättern abgelegt. An Birnbäumen erfolgt die Eiablage an der Blattunterseite. Die Raupen sind grüngelb bis olivgrün gefärbt. Die Raupen überwintern und verpuppen sich im Mai. Die Puppen sind etwa 10 bis 11 Millimeter groß und dunkelbraun.

### Schädling
Die grünen Raupen des Fruchtschalenwickler gelten in der Landwirtschaft als Schädlinge. Neben dem wirtschaftlich weniger bedeutenden Fraß an den Blättern der Pflanzen, fressen die Raupen auch an den Blüten und der Oberfläche der Früchte, wodurch letztere für den Verkauf ungeeignet werden können. 

## Verbreitung
Der Fruchtschalenwickler ist in Europa weit verbreitet. Sein Verbreitungsgebiet reicht über Asien bis nach Japan.